# Karol Kuzmány
Karol Kuzmány (magyarosan: Kuzmány Károly, Breznóbánya, 1806. november 16. – Stubnyafürdő, 1866. augusztus 14.) szlovák evangélikus püspök, teológiai tanár.

## Élete
Breznóbányán született, ahol atyja Kuzmány János szintén lelkész volt. Középiskolát Dobsinán és Sajógömörön, a teológiát Pozsonyban végezte. Egy évi nevelősködés után külföldre ment és 1828. október 10-én a jénai egyetemre iratkozott be. Hazatérve 1829-ben késmárki tanár, 1830-tól besztercebányai diakonus, 1831-ben zólyomi, 1832-től besztercebányai lelkész, 1849-től bécsi teológiai tanár, 1860-ban a pátens által szervezett egyik egyházkerületnek, a pozsonyinak püspöke lett s Besztercebányára költözött. Megapadván a patentalis egyházak száma, 1863-ban visszatért bécsi tanárságára, végül pedig Turócszentmártonban foglalt el lelkészi állást. Az orosz szent Anna és Szaniszló rendek lovagja, egy porosz érdemrend tulajdonosa s a Matica slovenská alelnöke.
Cikke a Sárospataki Füzetekben (1859. Az egyház állása a házasságot illető törvényhozás és törvényes vizsgálathoz. Áttekintése az ausztriai házassági jog történeti kifejlődésének). Egyházi beszéde garamszegi Géczy István felett Besztercebányán 1842. máj. 17. tartott városi közgyűlés alkalmával (Halotti tisztelet ... Besztercebánya c. munkában Ruttkay István beszédével együtt.)

## Művei
- Dwé kázné ... Beszterczebánya, 1832. (Két egyházi beszéd.)
- Was ist das Leben? Was ist der Tod? im Glanze der Auferstehung Jesu betrachtet, beachtet in einer Predigt am heil. Ostertage des Jahres 1834. Uo. 1834.
- Truchloreč pŕi swečenj počesnosti smrti geho gasnosti cis. kral. nasseho nekdy neymilostiwěgssjho kraginy otce a pana, Frantiska I. držaná w chrámč cjrkwe ew. B. Bistŕičké dne 22 bŕezna 1885. Uo. 1835. (Gyászbeszéd I. Ferencz cs. és király felett.)
- Modlitby, k naboznému wzdéláný werjecjh krestanu w wjŕe w lásce, w. nadegi ... Uo. 1835. (Imádságos könyv.)
- Obrácenj predků naśśích stalo se působenim ducha swatehó. Kazen ... Uo. 1836. (A mi eleink megtérése a szent lélek műve.)
- Duhowny ŕeči dŕané w chrámě cjrkwe ev. a. w. B. Bystrické pŕi gegjm auŕadnjn prěhljženj skrze dustogného a wysoce učeného muže pana Jana Seberinyho ... Uo. 1837. (Egyházi beszédek.)
- O požehnaném působenj prawého swěcenj dne Krále. Uo. 1837. (Egyházi beszéd V. Ferdinand születése napján.)
- Ewangelický funebrál... Uo. 1838. és 1839., 1840. Uo. (Ev. halotti énekeskönyv.)
- Dr. Luther Márton élete rövid egyháztörténeti bevezetéssel. Pest, 1840. (Tótul 1840. Beszterczebányán és 1842. Pesten.)
- Pŕijprawa konfirmantu evanjeličkych. Beszterczebánya, 1843. (Az ev. korfirmandusok előkészítése.)
- Kuzmány Károly: Dr. Luther Márton élete rövid egyháztörténeti bevezetéssel; Trattner-Károlyi Ny., Pest, 1844
- Z. konecnjého zahinutja de ktorjého nás palenka uz okutocne uvázda, nic nas nemouze oratuvat, ako swatno a wiseobecnou odrjeknutja sa palenki. Kazen ... Uo. 1845. (Prédikáczió a pálinkaivás veszedelméről.)
- Katechysmus ewanjelicky w trogjm béhu wyucowánj. Uo. 1845. (Németül. Uo. 1846.)
- Kázen o skutocnej wdacnosti za práwa a slobodi z dieti 1847-48. sedljactvu widanje ... Uo. 1848. (Egyházi beszéd az 1847-1848. országgyűlés által a jobbágyoknak adott jogokról.)
- Náboziné kázáni, kterez pri pohrebni pocrestnoski k posvecni památky Jana Kollára ... Bécs, 1852. (Gyászbeszéd Kollár János felett.)
- Praktische Theologie oder evangel. Kirche Augsb. und Helvet. Conf. Zunächst für academische Vorlesungen bearbeilet I. Band. Uo. 1855-60. Három részben.
- Lidu ewanjelického augssp. wyznáni w superintendencii presspurské uprinné a wérné pouceni o cis. král. patente wydaném 1. Sept. 1859. Beszterczebánya, 1860. (Az 1859. pátens népszerű magyarázata.)
- Oratio, qua ad honores superintendentis ecclesiarum evang. a. c. distriktus Posoniensis sacramento fidei obstringendus Sti. Martini apud Thurocienses die 26. Sept. 1860. conventum saluavit. Uo. 1860.
- Handbuch des allgemeinen und österreichischen evangelisch-protestantischen Eherechtes. Wien, 1860.
- Nábozné kazani, kteréz k posweceni pamatky Pavla Josefa Safarika. Bécs, 1861. (Egyházi beszéd Safarik Pál emlékezetére.)
- Opohanstve a krestu slovenkého naróda. Uo. 1863. (A tótok pogánysága és megkereszteltetése.)
- Das gute Recht der evang. A. C. Pressburger Superintendenz. Ein Wort zu seiner Zeit. Uo. 1896.

Kiadta az Evangelicky Zpewnik cz. tót énekeskönyvet (Pest, 1842., azóta több kiadása van) nagyobb részben saját szerzeményeiből, és a tót bibliát (Kőszeg, 1851.)
Szerkesztette a Hronka c. tót lapot 1836-38-ban Besztercebányán.